# Ménil-en-Xaintois
Ménil-en-Xaintois és un municipi francès, situat al departament dels Vosges i a la regió del Gran Est. L'any 2007 tenia 144 habitants.

## Demografia

### Població
El 2007 la població de fet de Ménil-en-Xaintois era de 144 persones. Hi havia 62 famílies, de les quals 16 eren unipersonals (8 homes vivint sols i 8 dones vivint soles), 21 parelles sense fills, 21 parelles amb fills i 4 famílies monoparentals amb fills.
La població ha evolucionat segons el següent gràfic:
Habitants censats

### Habitatges
El 2007 hi havia 73 habitatges, 65 eren l'habitatge principal de la família, 2 eren segones residències i 6 estaven desocupats. 58 eren cases i 16 eren apartaments. Dels 65 habitatges principals, 48 estaven ocupats pels seus propietaris i 17 estaven llogats i ocupats pels llogaters; 1 tenia dues cambres, 7 en tenien tres, 15 en tenien quatre i 42 en tenien cinc o més. 56 habitatges disposaven pel capbaix d'una plaça de pàrquing. A 38 habitatges hi havia un automòbil i a 23 n'hi havia dos o més.

### Piràmide de població
La piràmide de població per edats i sexe el 2009 era:
| Homes | Edats   | Dones |
| ----- | ------- | ----- |
| 0     | 95 o +  | 0     |
| 1     | 90 a 94 | 0     |
| 1     | 85 a 89 | 2     |
| 2     | 80 a 84 | 1     |
| 3     | 75 a 79 | 2     |
| 1     | 70 a 74 | 5     |
| 4     | 65 a 69 | 2     |
| 4     | 60 a 64 | 5     |
| 4     | 55 a 59 | 0     |
| 5     | 50 a 54 | 7     |
| 3     | 45 a 49 | 2     |
| 5     | 40 a 44 | 4     |
| 3     | 35 a 39 | 6     |
| 9     | 30 a 34 | 2     |
| 2     | 25 a 29 | 4     |
| 4     | 20 a 24 | 3     |
| 2     | 15 a 19 | 6     |
| 4     | 10 a 14 | 4     |
| 2     | 5 a 9   | 3     |
| 2     | 0 a 4   | 6     |

## Economia
El 2007 la població en edat de treballar era de 93 persones, 77 eren actives i 16 eren inactives. De les 77 persones actives 68 estaven ocupades (38 homes i 30 dones) i 8 estaven aturades (1 home i 7 dones). De les 16 persones inactives 5 estaven jubilades, 6 estaven estudiant i 5 estaven classificades com a «altres inactius».

### Ingressos
El 2009 a Ménil-en-Xaintois hi havia 71 unitats fiscals que integraven 172,5 persones, la mediana anual d'ingressos fiscals per persona era de 17.515 €.

### Activitats econòmiques
Dels 5 establiments que hi havia el 2007, 2 eren d'empreses de fabricació d'altres productes industrials i 3 d'empreses de comerç i reparació d'automòbils.
Els 2 serveis als particulars que hi havia el 2009 eren tallers de reparació d'automòbils i de material agrícola.
L'únic establiment comercial que hi havia el 2009 era una adrogueria.
L'any 2000 a Ménil-en-Xaintois hi havia 9 explotacions agrícoles.

## Poblacions més properes
El següent diagrama mostra les poblacions més properes.